# Mogeiro (kommun)
Mogeiro är en kommun i Brasilien.   Den ligger i delstaten Paraíba, i den östra delen av landet, 1 700 km nordost om huvudstaden Brasília. Antalet invånare är 12 490.
Följande samhällen finns i Mogeiro:
- Mogeiro

Omgivningarna runt Mogeiro är huvudsakligen savann. Runt Mogeiro är det ganska tätbefolkat, med 67 invånare per kvadratkilometer.